# Pallacanestro alla II Universiade
Il torneo di pallacanestro della II Universiade si è svolto a Sofia, Bulgaria, nel 1961.

## Medagliere
| Posizione | Paese            |   |   |   | Totale |
| --------- | ---------------- | - | - | - | ------ |
| 1         | Unione Sovietica | 1 | 1 | 0 | 2      |
| 1         | Bulgaria         | 1 | 1 | 0 | 2      |
| 3         | Cecoslovacchia   | 0 | 0 | 2 | 2      |
| Totale    | Totale           | 2 | 2 | 2 | 6      |